# Ekloge
Die Ekloge (griechisch ἐκλογή eklogḗ „Auswahl“ oder „Wahl“, latinisiert ecloga) ist ein Begriff aus der antiken Literatur. Die Grundbedeutung ist „Auswahl“, das heißt „das Ausgewählte“. Gemeint ist ursprünglich ein ausgewähltes Stück (Auszug, Zitat) aus einem längeren literarischen Text oder ein einzelnes Gedicht von mäßiger Länge, das aus einer Sammlung von Gedichten oder aus dem Werk eines Dichters herausgegriffen wurde. Der Begriff Ekloge bezeichnet im eigentlichen Wortsinn ein „ausgewähltes“ Gedicht, wurde aber im Humanismus als Gattungsbezeichnung missverstanden.
Im Plural bezeichnet eclogae in der römischen Lyrik ursprünglich nur „ausgewählte“ Gedichte, in späterem Sprachgebrauch sind gewöhnlich ländliche oder Hirtengedichte (bukolische Dichtung) gemeint. Daher wird der Begriff Ekloge oft als Synonym von „bukolisches Gedicht“ verwendet.
Die bekanntesten Gedichte, für die heute die Bezeichnung Eklogen (Eclogae) gängig ist, sind die Eclogae (oder auch Bucolica) von Vergil.
Bereits im 1. Jahrhundert bezeichnet Statius einzelne Gedichte aus seinen Silvae mit dem Ausdruck egloga; er ist der erste römische Dichter, der den Begriff für seine eigenen Werke verwendet.
In der deutschen Literatur waren bis ins 18. Jahrhundert Ekloge, Schäfer- bzw. Hirtengedicht und Idylle synonym verwendete Begriffe und bezeichneten lyrisch-dramatische Hirtengesänge oder allgemein kürzere Hirtendichtung, siehe etwa Georg Rodolf Weckherlin Eclogen oder Hürtengedichte (1641) oder Johann Christoph Gottscheds Von Idyllen, Eklogen oder Schäfergedichten (in Critische Dichtkunst, 1730).
Durch den Erfolg von Salomon Gessners Idyllen (1756) wurde aber Idylle der gebräuchliche Begriff für diese Gattung.